# Straße des 17. Juni
Straße des 17. Juni er en gade i det centrale Berlin, Tyskland. 
Gaden er den vestlige fortsættelse af Unter den Linden. Den går øst-vest gennem Tiergarten, en stor park vest for bymidten. I den østlige ende er Brandenburger Tor placeret og i den vestlige ende Ernst-Reuter-Platz i Charlottenburg. Omtrent midt på gaden står sejrsmonumentet Siegessäule. På stykket mellem Siegessäule og Brandenburger Tor findes Sowjetisches Ehrenmal, et mindesmærke opført i 1945.
Før 2. verdenskrig hed gaden Charlottenburger Chaussee, fordi den forbandt centrum og Charlottenburg. Vejen blev asfalteret i 1799 og blev grundet Berlins hurtige vækst en større gennemkørselsvej til byens vestlige forstæder. Under nazi-tiden var gaden en del af Øst-Vest-aksen, en triumfavenue med naziflag. I de sidste uger af 2. verdenskrig, hvor Berlins lufthavne var ubrugelige, blev gaden anvendt som landingsbane.
Gaden blev omdøbt i 1953 som hyldest til den østberlinske opstand 17. juni 1953. I dag bruges gaden undertiden til kæmpe-events som Love parade eller Live 8. Den er også startsted for Berlin Marathon.